# انسجام گروهی

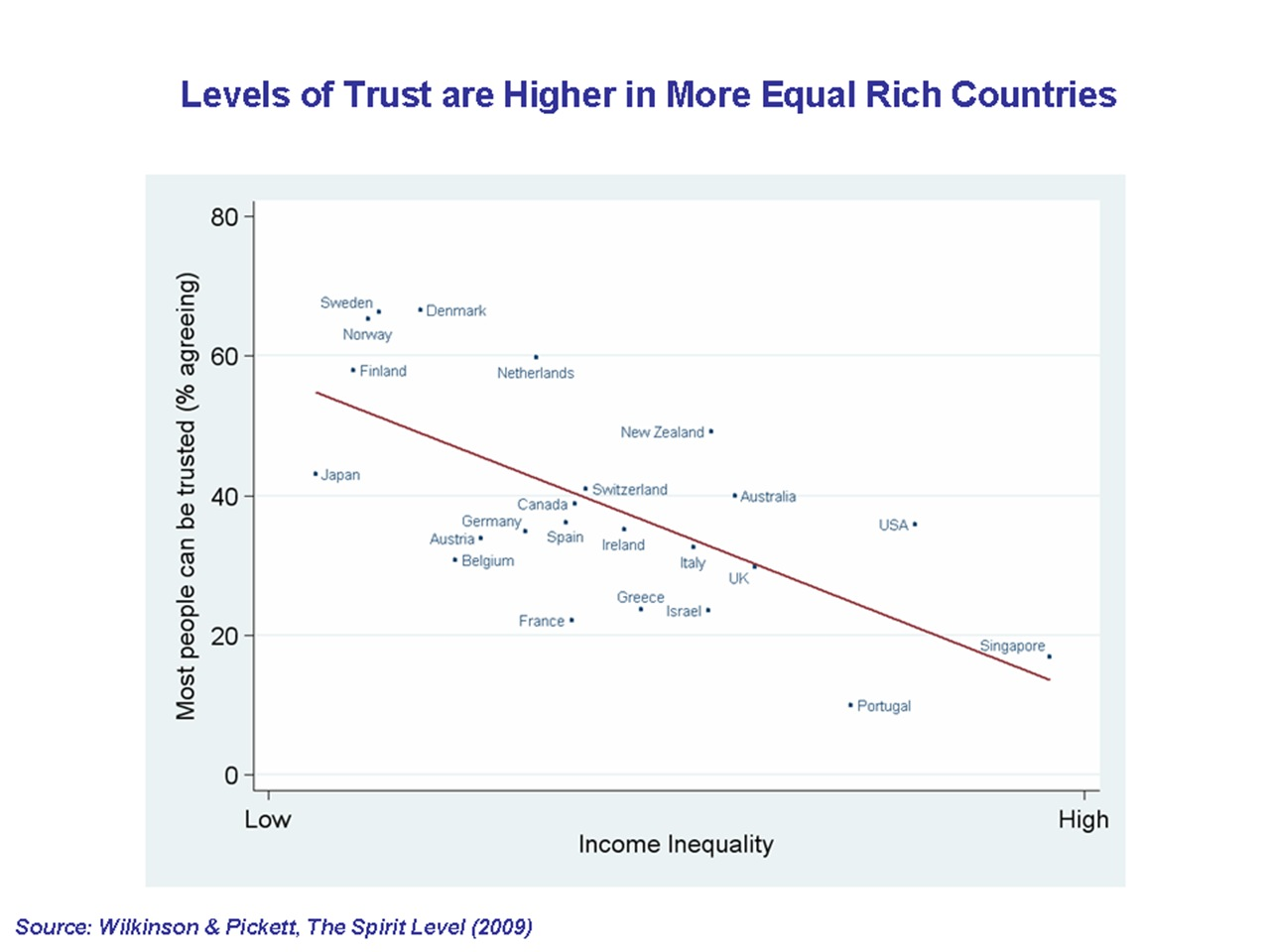
سطوح اعتماد در کشورهایی با نابرابری اقتصادی کمتر

انسجام گروهی (به انگلیسی: Group cohesiveness) (همچنین «انسجام اجتماعی» نیز نامیده می‌شود) زمانی به وجود می‌آید که مولفه‌هایی اعضای یک گروه اجتماعی را به یکدیگر و به کل پیوند می‌دهند. اگرچه انسجام فرآیندی چندوجهی است ولی می‌توان آن را به چهار جزء اصلی تقسیم کرد:
روابط اجتماعی، روابط وظیفه، وحدت درک شده و احساسات. اعضا گروه‌های به شدت منسجم تمایل بیشتری به مشارکت آسان و ماندن در گروه دارند.

## تعریف
از لاتین نوین cohaesio و فرانسه cohésion، در فیزیک، انسجام به معنای نیرویی است که مولکول‌های یک مایع یا جامد را متحد می‌کند.. از اینرو، بسته به نحوه مفهوم‌سازی پژوهشگران از این مفهوم، راه‌های مختلفی برای تعریف انسجام گروهی وجود دارد. با این حال، اکثر پژوهشگران انسجام را به عنوان تعهد وظیفه و جذابیت بین فردی برای گروه تعریف می‌کنند.
انسجام را می‌توان به‌طور خاص به عنوان تمایل یک گروه به اتحاد در حین کار برای دستیابی به یک هدف یا ارضای نیازهای عاطفی اعضاء خود تعریف کرد. این تعریف شامل جنبه‌های مهم انسجام، از جمله چند بعدی بودن، ماهیت پویا، مبنای ابزاری و بعد عاطفی آن است. چند بعدی بودن آن به چگونگی انسجام بر اساس عوامل بسیاری اشاره دارد. ماهیت پویای آن به چگونگی تغییر تدریجی آن در طول زمان در قدرت و شکل آن از زمان تشکیل تا زمان انحلال گروه اشاره دارد. مبنای ابزاری آن به چگونگی انسجام افراد برای هدفی، چه برای یک وظیفه یا به دلایل اجتماعی، اشاره دارد. بعد عاطفی آن به این اشاره دارد که چگونه انسجام برای اعضای گروهش خوشایند است. این تعریف را می‌توان به اکثر گروه‌هایی تعمیم داد که با تعریف گروهی مشخص می‌شود که در بالا بحث شد. این گروه‌ها شامل تیم‌های ورزشی، گروه‌های کاری، واحدهای نظامی، برادری گروه‌ها و گروه‌های اجتماعی است. با این حال، توجه به این نکته مهم است که پژوهشگران دیگر ادعا می‌کنند انسجام را نمی‌توان در بسیاری از گروه‌ها تعمیم داد.

## پیشینه انسجام
پیوندهای بین اعضای گروه خود به خود ایجاد نمی‌شود. آنها از تعدادی مؤلفه مانند جذابیت، هماهنگی، احساس تعلق و احساسات مشترک رشد می‌کنند. مولفه‌ها را می‌توان به عنوان پیشینه انسجام شناخته شد. علاوه بر این، آنها ماهیت انسجام را نیز تعریف می‌کنند. در ادامه، هر جزء به‌طور کامل توضیح داده شده‌است.

### جذابیت
فستینگر و همکارانش در سال 1950 به شدت بر جذابیت به عنوان یک نیرو در مقایسه با هر نیروی دیگری تمرکز کردند. در یک مطالعه، آنها از اعضای گروه خواستند تا همه دوستان خوب خود را شناسایی کنند و نسبت انتخاب های درون گروهی به انتخاب های برون گروهی را محاسبه کردند. به گفته دیون در سال 2000، هر چه این نسبت بیشتر باشد، انسجام گروه بیشتر است. هاگ در سال‌های 1992 و 2001 اشاره کرد که جذابیت شخصی یک انسجام گروهی نیست، حتی اگر اعضای گروه‌های منسجم یکدیگر را دوست داشته باشند. انسجام گروهی شبیه به نوعی از جاذبه در سطح گروه است که به گفته هاگ به عنوان "جذابیت اجتماعی" شناخته می شود. جذابیت اجتماعی علاقه به سایر اعضای گروه بر اساس وضعیت آنها به عنوان اعضای معمولی گروه است. جذابیت یک عنصر اساسی برای اکثر گروه ها است، با این حال، هنگامی که روابط بین فردی بین اعضای گروه تشدید می شود، می تواند یک گروه به هم پیوسته را به یک گروه منسجم تبدیل کند.

### احساس تعلق
در یک گروه منسجم، افراد تمایل دارند با هم ترکیب شده و یک کل را تشکیل دهند. وقتی دیگران با چنین گروهی روبرو می‌شوند می‌پذیرند این گروه، یک گروه منسجمی است. اعضا احساس تعلق خود به گروه را با وفاداری، همذات‌پنداری و طبقه‌بندی خود به عنوان عضو گروه بیان می‌کنند. آنها همچنین وحدت خود را با استفاده از عباراتی مانند خانواده، ما، جامعه، تیم و غیره توصیف می‌کنند.

### هماهنگی
اعتقاد بر این است که انسجام بیشتر در مورد تمایل به همکاری برای دستیابی به مجموعه‌ای از اهداف است تا روابط بین‌فردی بین اعضاء گروه. بر اساس گفته سیبولد (۲۰۰۷)، گروه‌های وظیفه‌محور مانند خدمه پرواز و جوخه‌های نظامی برای دستیابی به اهداف خود تلاش می‌کنند.

### احساسات مشترک
یکی از بارزترین ویژگی‌های گروه منسجم، یک احساس مثبت مشترک است. انسجام عاطفی یک فرایند چند سطحی است زیرا احساسات می‌توانند جمعی باشند. به عنوان مثال، یکی از اعضاء گروه ممکن است احساساتی را تجربه کند که متوجه شود با یکی دیگر از اعضاء گروه بدرفتاری شده‌است. عاطفه زمانی یک احساس جمعی است که همه اعضاء یک گروه واکنش عاطفی یکسانی را تجربه می‌کنند. شدت چنین احساسات زمانی زیاد است که اعضاء به شدت با گروه خود همذات‌پنداری کنند.

## عوامل
نیروهایی که اعضاء گروه را به هم سوق می‌دهند می‌توانند مثبت (پاداش‌های مبتنی بر گروه) یا منفی (چیزهایی که پس از ترک گروه از دست می‌روند) باشند. عوامل اصلی مؤثر بر انسجام گروه عبارتند از: شباهت اعضا، اندازه گروه، دشواری ورود، موفقیت گروهی و رقابت و تهدیدهای خارجی اغلب، این عوامل از طریق تقویت هویت افراد با گروهی کار می‌کند که به آن تعلق دارند و همچنین باورهای آنها در مورد اینکه چگونه گروه می‌تواند نیازهای شخصی آنها را برآورده کند.

### دشواری ورود
گروه‌ها تمایل دارند معیارها یا رویه‌های ورود به گروه را به صورت انحصاری ارائه کنند. هر چه گروه نخبه‌تر شناخته شود، عضویت در آن گروه اعتبار بیشتری دارد. همان‌طور که در مطالعات ناهماهنگی انجام شده توسط الیوت ارنسون و میلز (۱۹۵۹) نشان داده شد و توسط جرارد و متیوسون (۱۹۶۶) تأیید شد، این اثر می‌تواند به دلیل کاهش ناهماهنگی باشد. (به ناهماهنگی شناختی مراجعه کنید) کاهش ناهماهنگی زمانی رخ می‌دهد که فرد شروع دشواری را برای عضویت در یک گروه تحمل کرده باشد. اگر برخی از جنبه‌های گروه ناخوشایند باشد، ممکن است فرد به دلیل دشواری ورود، درک خود را از گروه تحریف کند. بنابراین ارزش گروه در ذهن اعضای گروه افزایش می‌یابد.

### اندازه گروه
گروه‌های کوچک انسجام بیشتری نسبت به گروه‌های بزرگ دارند.
این اغلب توسط لوف اجتماعی ایجاد می‌شود، نظریه‌ای که می‌گوید تک تک اعضای یک گروه در واقع تلاش کمتری می‌کنند زیرا باورمندند سایر اعضاء این سستی را جبران می‌کنند. مشخص شده‌است وقتی اعضاء گروه باورمند باشند عملکردهای فردی آنها قابل شناسایی است - این مورد در گروه‌های کوچکتر بسیار بیشتر است، طفره رفتن اجتماعی حذف می‌شود.
در نخستی‌شناسی و انسان‌شناسی، محدودیت‌های اندازه گروه مطابق با عدد دانبار نظریه‌سازی می‌شوند

## پیامدها
انسجام گروهی با طیفی از پیامدهای مثبت و منفی همراه است. پیامدهای آن بر انگیزش، عملکرد، میزان رضایت، سازگاری عاطفی و فشارهای احساس شده توسط اعضا در بخش‌های زیر بررسی خواهد شد.

### انگیزش
انسجام و انگیزش اعضاء تیم عوامل کلیدی هستند که به عملکرد یک شرکت کمک می‌کنند. با توسعه سازگاری، عزت نفس و رشد انگیزه شخصی، هر یک از اعضا می‌توانند احساس اعتماد به نفس و پیشرفت در تیم داشته باشند. لوف اجتماعی زمانی که انسجام در یک تیم وجود دارد کمتر دیده می‌شود ولی انگیزش هر یک از اعضاء تیم به‌طور چشمگیری بیشتر است.

### یادگیری
آلبرت لات و برنیس لات چگونگی تأثیر انسجام گروهی بر یادگیری فردی را بررسی کردند. آنها می خواستند آزمایش کنند که آیا اگر کودکان با همسالانی که دوستشان دارند درس بخوانند بهتر از همسالانی که دوست ندارند، یادگیری بهتر خواهد بود یا خیر. درجه دوست داشتن اعضا برای نشان دادن انسجام گروه در نظر گرفته شد. آنها دریافتند کودکان با ضریب هوشی بالا زمانی که در گروه‌های با انسجام بالا یاد می‌گیرند در آزمون‌های یادگیری بهتر از گروه‌های انسجام پایین عمل می‌کنند. با این حال، برای کودکان با IQ پایین، عامل انسجام تفاوت کمی ایجاد کرد. با این حال، تمایل جزئی برای کودکان ضریب هوشی پایین برای عملکرد بهتر در گروه‌های منسجم بالا وجود داشت. پژوهشگران بر این باور بودند اگر کودکان با دانش‌آموزان دیگری که دوست دارند کار کنند، به احتمال زیاد انگیزه بیشتری برای یادگیری خواهند داشت تا اینکه نگرش‌های خنثی یا منفی نسبت به گروه داشته باشند.

## سیاست عمومی
انسجام اجتماعی به موضوع مهمی در سیاست اجتماعی بریتانیا در دوره پس از ناآرامی، در تابستان ۲۰۰۱ در شهرهای شمالی بریتانیا (اولدهام، برادفورد و برنلی) تبدیل شده‌است. (شورش‌های اولدهام، شورش‌های برادفورد، شورش‌های برنلی را ببینید). در بررسی این موارد، آکادمیک تد کانتل به شدت از مفهوم انسجام اجتماعی استفاده کرد و دولت کارگر جدید (به ویژه در آن زمان وزیر کشور بریتانیا، دیوید بلانکت) به نوبه خود به‌طور گسترده این مفهوم را ترویج کرد. به عنوان Runnymede Trust در «سال انسجام» خود در سال ۲۰۰۳ اشاره کردند:
اگر در سال ۲۰۰۲ یک کلمه کلیدی به واژگان Runnymede اضافه شده باشد، آن انسجام است. یک سال پس از انتشار گزارش کمیسیون آینده بریتانیای چند قومیتی،
کانتل، دنهام، کلارک،  اوزلی و ریچی گزارش‌ها انسجام را به خط مقدم بحث نژاد بریتانیا منتقل کردند.
بر اساس گزارش‌های موضوعی ایالت شهرهای انگلیسی به سفارش حکومت، پنج بعد مختلف انسجام اجتماعی وجود دارد: شرایط مادی، روابط منفعلانه، روابط فعال، همبستگی، محرومیت و برابری.
- گزارش نشان می‌دهد شرایط مادی برای انسجام اجتماعی، به ویژه اشتغال، درآمد، سلامت، آموزش و پرورش و مسکن اساسی است. روابط بین و درون جوامع زمانی که مردم بیکار هستند و سختی‌ها، بدهی، اضطراب، عزت نفس پایین، بیماری، مهارت‌های ضعیف و شرایط بد زندگی را تحمل می‌کنند، دچار مشکل می‌شوند. این ملزومات اساسی زندگی، پایه‌های یک بافت اجتماعی قوی و شاخص پیشرفت اجتماعی مهم هستند.
- دومین اصل اساسی انسجام، نظم اجتماعی، ایمنی و رهایی از ترس یا «روابط اجتماعی منفعلانه» است. مدارا و احترام به افراد دیگر، همراه با آرامش و امنیت، از شاخصه‌های جامعه شهری پایدار و هماهنگ است.
- بعد سوم به تعاملات مثبت، مبادلات و شبکه بین افراد و جوامع یا «روابط اجتماعی فعال» اشاره دارد. چنین تماس‌ها و ارتباطاتی منابع بالقوه‌ای برای مکان‌ها هستند زیرا به افراد و سازمان‌ها پشتیبانی متقابل، اطلاعات، اعتماد و اعتبار از انواع مختلف ارائه می‌دهند.
- بعد چهارم در مورد میزان محرومیت اجتماعی یا یکپارچه‌سازی اجتماعی افراد در نهادهای جریان اصلی جامعه مدنی است. همچنین شامل احساس تعلق افراد به یک شهر و قدرت تجارب مشترک، هویت‌ها و ارزش‌ها بین افراد دارای پیشینه‌های مختلف است.
- در نهایت، برابری اجتماعی به سطح انصاف یا نابرابری در دسترسی به فرصت‌ها یا شرایط مادی، مانند درآمد، سلامت یا کیفیت زندگی یا شانس‌های زندگی در آینده اشاره دارد. به دنبال برابری اجتماعی در میان تغییر ماهیت کار و عدم اطمینان در آینده، بانک جهانی در ۲۰۱۹ گزارش توسعه جهانی خواستار افزایش سرمایه‌گذاری، سرمایه انسانی و گسترش پشتیبانی‌های اجتماعی دولت‌ها شد.